# Maribo amt
Maribo amt (danska: Maribo Amt) var ett amt i sydöstra Danmark. Amtet omfattade öarna Lolland och Falster samt ett antal kringliggande mindre öar som Fejø, Femø, Askø och Vejrø. Det hade samma omfattning som Lolland-Falsters stift har inom Danska folkkyrkan.
Utöver residensstaden Nykøbing Falster omfattade amtet även städerna Maribo, Nakskov, Nysted, Rødby, Sakskøbing och Stubbekøbing.

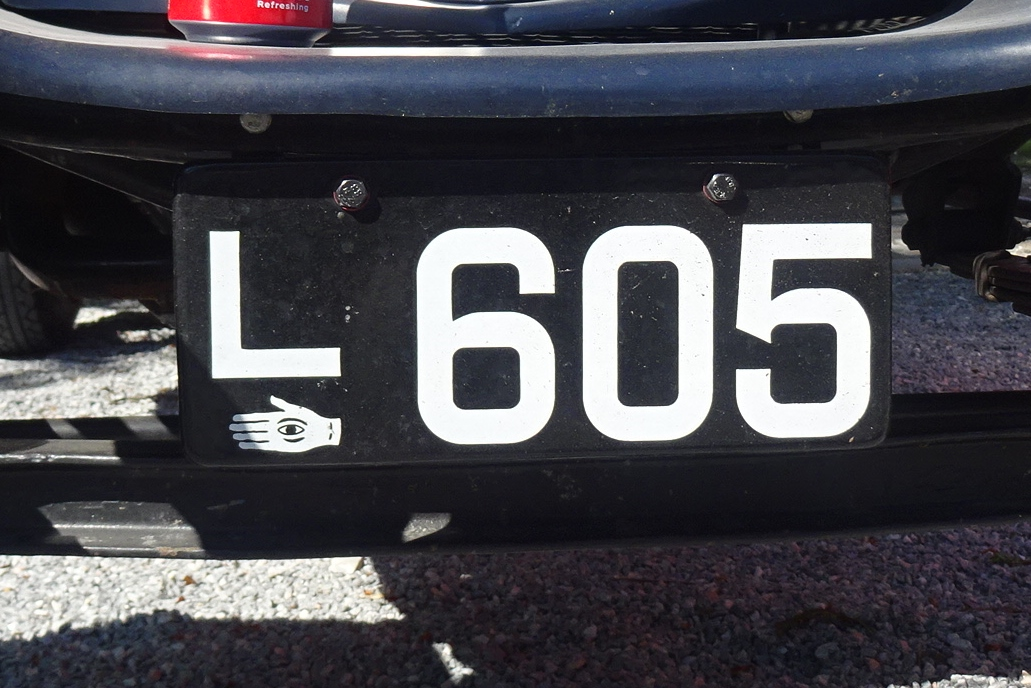
Gammal registreringsskylt från Maribo amt.

## Administrativ historik
Maribo amt bildades i samband med amtsreformen 1793 genom en sammanslagning av Halsteds klosters, Nykøbings och Ålholms amt.
Amtet upphörde i samband med kommunreformen 1970 då det, tillsammans med huvuddelen av Præstø amt, gick upp i det då nybildade Storstrøms amt. Sedan kommunreformen 2007 tillhör området Region Själland.

## Härader

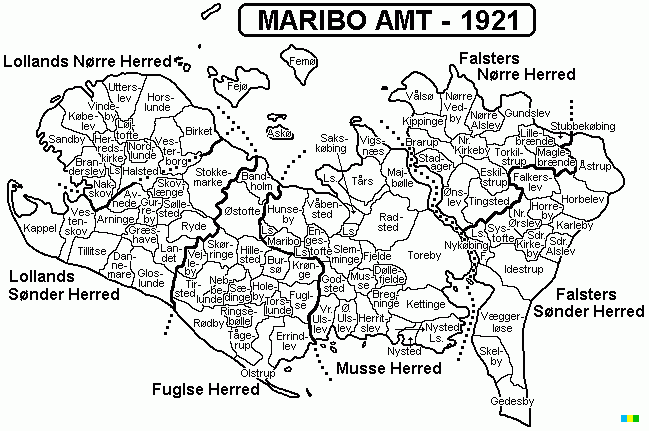
Karta över Maribo amt med dess indelning i härader och socknar.

Maribo amt omfattade sex härader:
- Falsters Nørre härad
- Falsters Sønders härad
- Fuglse härad
- Lollands Nørre härad
- Lollands Sønders härad
- Musse härad